# Okres Medzilaborce
Der Okres Medzilaborce ist eine Verwaltungseinheit im Osten der Slowakei mit 12.392 (2004) Einwohnern und einer Fläche von 427 km².
Historisch gesehen liegt der Bezirk vollständig im ehemaligen Komitat Semplin (siehe auch Liste der historischen Komitate Ungarns).

## Bevölkerung
| Jahr                | 1994   | 2004    | 2014    | 2024     |
| ------------------- | ------ | ------- | ------- | -------- |
| Anzahl der Personen | 12.962 | 12.392  | 12.252  | 10.605   |
| Unterschied         |        | −4,39 % | −1,12 % | −13,44 % |

| Jahr                | 2023   | 2024    |
| ------------------- | ------ | ------- |
| Anzahl der Personen | 10.665 | 10.605  |
| Unterschied         |        | −0,56 % |

## Städte
- Medzilaborce

## Gemeinden
- Brestov nad Laborcom
- Čabalovce
- Čabiny
- Čertižné
- Habura
- Kalinov
- Krásny Brod
- Ňagov
- Oľka
- Oľšinkov
- Palota
- Radvaň nad Laborcom
- Repejov
- Rokytovce
- Roškovce
- Sukov
- Svetlice
- Valentovce
- Volica
- Výrava
- Zbojné
- Zbudská Belá

Das Bezirksamt ist in Medzilaborce.

## Bevölkerung
Die Mehrheit der Bevölkerung spricht Russinisch als Muttersprache, jedoch gibt ein nennenswerter Teil der Sprecher als Nationalität "Slowake" an.
Bei der Volkszählung 2011 ergab sich folgende Bevölkerungszusammensetzung:
| Nationalität | Zahl   | Anteil  |
| ------------ | ------ | ------- |
| Russinen     | 5.288  | 42,47 % |
| Slowaken     | 4.772  | 38,33 % |
| Roma         | 743    | 5,97 %  |
| Ukrainer     | 314    | 2,52 %  |
| andere/k. A. | 1.333  | 10,71 % |
| gesamt       | 12.450 | 100 %   |

Bei der Frage nach der Muttersprache ergab sich ein abweichendes Bild:
| Muttersprache | Zahl   | Anteil  |
| ------------- | ------ | ------- |
| Russinisch    | 7.186  | 57,72 % |
| Slowakisch    | 2.769  | 22,24 % |
| Romanes       | 977    | 7,85 %  |
| Ukrainisch    | 168    | 1,35 %  |
| andere/k. A.  | 1.350  | 10,84 % |
| gesamt        | 12.450 | 100 %   |

## Kultur
In dem Artikel Denkmalgeschützte Objekte im Okres Medzilaborce findet man Informationen über die vom slowakischen Denkmalamt geschützten Objekte im Okres.